# عازل مرشوش
تم اختراع النوع الأولي من العازل المرشوش ((بالألمانية: Sprühkondom)) بواسطة (Jan Vinzenz Krause) من معهد استشارات استخدام الواقيات الذكرية في عام 2006. كانت الفكرة مستوحاة من ميكانيكا مغسلة السيارات من خلال محرك الأقراص - حيث يتم إدخال القضيب إلى غرفة حيث تطبق الفوهات طبقة من اللاتكس السائل السريع التجفيف. واستغرقت العملية ما يقرب الدقيقة، وهي من ضمن القيود التي أبقت المنتج خارج السوق. كان من المتوقع أن يكلف المنتج حوالي ضعف تكلفة الواقي الذكري التقليدي. تتألف النماذج الأولية من غرفة تطبيق وخرطوشة سائلة تنتج حوالي 20 من الواقيات الذكرية، اعتمادًا على حجم القضيب. 
إلى جانب كونها جذابة للبعض بسبب حداثتها، كان القصد من الواقي الرذاذ على حل العديد من المشاكل. كان مؤيدو هذا المنتج يأملون في أن يجد المستهلكون أنه من الأسهل تطبيقه واستخدامه بشكل صحيح أكثر من الواقي الذكري التقليدي. ولأنه من الأسهل العمل بشكل صحيح، فإن مخترع الجهاز كان يأمل في أن يكون الواقي الذكري أكثر نجاحاً في منع الحمل غير المرغوب فيه وانتقال الأمراض المنقولة جنسياً. لأن الواقي الذكري يستخدم القضيب كقالب من أجل إنشائه، فإنه يمكن أن يكون جذابًا بشكل خاص للرجال ذوي الأعضاء الذكرية الجنسية غيرالمعتادة أو ذات الأشكال الغريبة. 

## التطورات
كان للمنتج عدة مشاكل. ففي مرحلة الاختبار، وجد بعض الرجال أنها مخيفة، ولم يكونوا على استعداد لإدخال القضيب في الجهاز، واختاروا اختباره على إصبعهم بدلاً من ذلك. تصدر أداة التوصيل صوتًا هسيسًا عاليًا عند الاستخدام، ويحتمل أن «يقتل المزاج»، وأن مادة اللاتكس لم تشكل طرفًا في الخزان.  لكن المشكلة الأكبر كانت أن عملية التجفيف كانت تستغرق 2-3 دقائق قبل أن يصبح الواقي الذكري جافًا بما يكفي لاستخدامه، والذي كان طويلاً جدًا بحيث لا يمكن تسويقه حقًا.
بحلول عام 2008، لم يتم تطوير الفكرة أكثر من ذلك.

## الروابط الخارجية
- Institut für Kondom-Beratung (Institute for Condom Consultancy) (in لغة ألمانية)
- Video - Spray on condom video demonstration